# 干水县城遗址
干水县城遗址，位于中国广东省湛江市廉江市雅塘镇东街山村，为湛江市廉江市的一个市级文物保护单位，类型为古遗址，公布时间为1987年12月1日。
干水县城遗址的历史年代为唐代。